# Liste der Kulturdenkmäler in Hinterweidenthal
In der Liste der Kulturdenkmäler in Hinterweidenthal sind alle Kulturdenkmäler der rheinland-pfälzischen Ortsgemeinde Hinterweidenthal aufgeführt. Grundlage ist die Denkmalliste des Landes Rheinland-Pfalz (Stand: 31. August 2023).

## Einzeldenkmäler
| Bezeichnung                  | Lage                                               | Baujahr                           | Beschreibung | Bild                                    |
| ---------------------------- | -------------------------------------------------- | --------------------------------- | --- | --------------------------------------- |
| Bahnhof Hinterweidenthal Ort | Bahnhofstraße 4 Lage                               | um 1911                           | Bahnhof der seit 1911 nördlich des Ortes von der Bahnlinie Landau–Zweibrücken abzweigenden Nebenstrecke nach Bundenthal; eingeschossiger Fachwerkbau, gegen 1911 | weitere Bilder Fotos hochladen          |
| Wohnhaus                     | Bahnhofstraße 10 Lage                              | Anfang des 19. Jahrhunderts       | eingeschossiges Fachwerkhaus, Anfang des 19. Jahrhunderts | Fotos hochladen                         |
| Wohnhaus                     | Bahnhofstraße 39 Lage                              | Anfang des 19. Jahrhunderts       | Unterstallhaus, Fachwerk auf massivem Sockel, Anfang des 19. Jahrhunderts                                                                                        | Fotos hochladen                         |
| Wohnhaus                     | Gartenstraße 2 Lage                                | erste Hälfte des 18. Jahrhunderts | Fachwerkhaus, teilweise massiv, erste Hälfte des 18. Jahrhunderts                                                                                                | Fotos hochladen                         |
| Wohnhaus                     | Gartenstraße 4/6 Lage                              | erste Hälfte des 18. Jahrhunderts | Fachwerkhaus, erste Hälfte des 18. Jahrhunderts | Fotos hochladen                         |
| Quereinhaus                  | Gartenstraße 18 Lage                               | 18. Jahrhundert                   | eingeschossiges Fachwerk-Quereinhaus, teilweise massiv, 18. Jahrhundert                                                                                          | Fotos hochladen                         |
| Wohnhaus                     | Gartenstraße 28 Lage                               |                                   | Fachwerkhaus, teilweise massiv | Fotos hochladen                         |
| Forstamt West                | Hauptstraße 1 Lage                                 | um 1900                           | stattlicher Krüppelwalmdachbau, um 1900 | Fotos hochladen                         |
| Forstamt Ost                 | Hauptstraße 3 Lage                                 | Anfang des 20. Jahrhunderts       | stattlicher Walmdachbau, Quadermauerwerk, Anfang des 20. Jahrhunderts                                                                                            | Fotos hochladen                         |
| Wohnhaus                     | Hauptstraße 41 Lage                                | 1707                              | Fachwerkhaus, teilweise massiv, Krüppelwalmdach, bezeichnet 1707                                                                                                 | Fotos hochladen                         |
| Wohnhaus                     | Hauptstraße 50 Lage                                | 18. Jahrhundert                   | zweigeschossiges Wohnhaus, teilweise Fachwerk, 18. Jahrhundert                                                                                                   | Fotos hochladen                         |
| Wohnhaus                     | Hauptstraße 52 Lage                                | erste Hälfte des 19. Jahrhunderts | eingeschossiger klassizistischer Krüppelwalmdachbau, erste Hälfte des 19. Jahrhunderts                                                                           | Fotos hochladen                         |
| Wohnhaus                     | Hauptstraße 63 Lage                                |                                   | Fachwerkhaus auf massivem Sockel | Fotos hochladen                         |
| Schulhaus                    | Hauptstraße 72 Lage                                | 1823                              | ehemalige Schule; siebenachsiger klassizistischer Putzbau, bezeichnet 1823                                                                                       | Fotos hochladen                         |
| Wohnhaus                     | Hauptstraße 77 Lage                                | 18. Jahrhundert                   | Fachwerkhaus, 18. Jahrhundert | Fotos hochladen                         |
| Wohnhaus                     | Hauptstraße 78 Lage                                | 18. Jahrhundert                   | eingeschossiges Fachwerkhaus, 18. Jahrhundert, massive Eingangsseite aus dem 19. Jahrhundert                                                                     | Fotos hochladen                         |
| Villa                        | Hauptstraße 80 Lage                                | um 1870                           | kleine spätklassizistische Walmdach-Villa, um 1870 | Fotos hochladen                         |
| Evangelische Kirche          | Hauptstraße 84 Lage                                | 1778                              | dreiachsiger Saalbau, 1778, Turm 1866/67, Architekt August von Voit                                                                                              | weitere Bilder Fotos hochladen          |
| Kriegerdenkmäler             | Hauptstraße, bei Nr. 84 Lage                       |                                   | Kriegerdenkmal 1870/71; Kriegerdenkmal 1914/18 | Fotos hochladen                         |
| Wohnhaus                     | Hauptstraße 86 Lage                                | 18. Jahrhundert                   | Fachwerkhaus, 18. Jahrhundert | Fotos hochladen                         |
| Brunnen                      | Hauptstraße, bei Nr. 86 Lage                       | 1881                              | Laufbrunnen, gusseisern, bezeichnet 1881 | Fotos hochladen                         |
| Wohnhaus                     | Hauptstraße 87 Lage                                |                                   | Fachwerkhaus, teilweise massiv | Fotos hochladen                         |
| Wohnhaus                     | Hauptstraße 88 Lage                                | 18. Jahrhundert                   | Fachwerkhaus, teilweise massiv, 18. Jahrhundert | Fotos hochladen                         |
| Wohnhaus                     | Hauptstraße 91 Lage                                | 1716                              | Fachwerkhaus, teilweise massiv, 18. Jahrhundert; bezeichnet 1716 (Bild)                                                                                          | weitere Bilder Fotos hochladen          |
| Wohnhaus                     | Hauptstraße 92 Lage                                |                                   | eingeschossiges Fachwerkhaus, teilweise massiv | Fotos hochladen                         |
| Rathaus                      | Hauptstraße 95 Lage                                | spätes 19. Jahrhundert            | Putzbau von klassizistisch blockhafter Gesamterscheinung, spätes 19. Jahrhundert                                                                                 | Fotos hochladen                         |
| Wohnhaus                     | Hauptstraße 97 Lage                                | 1782                              | eingeschossiger Putzbau, Fachwerkgiebel, bezeichnet 1782 | Fotos hochladen                         |
| Wohnhaus                     | Hauptstraße 99 Lage                                | 1707                              | Fachwerkhaus, teilweise massiv, bezeichnet 1707 | Fotos hochladen                         |
| Katholische Kirche St. Maria | Schulstraße 5 Lage                                 | 1933/34                           | fünfachsiger Saalbau, bezeichnet 1933/34 | weitere Bilder Fotos hochladen          |
| Gruft                        | Schulstraße, gegenüber Nr. 5 auf dem Friedhof Lage | 1910/20                           | neuklassizistische Privatgruft, Quadermauerwerk, 1910/20 | Fotos hochladen                         |
| Wegekreuz                    | südlich des Ortes an der B 427                     | 1809                              | Wegekreuz, bezeichnet 1809 | Direkt Bild zu diesem Denkmal hochladen |